# Jewgeni Arschakowitsch Ambarzumow
Jewgeni Arschakowitsch Ambarzumow (russisch Евгений Аршакович Амбарцумов; geboren am 19. August 1929 in Moskau; gestorben am 9. März 2010 ebenda) war ein sowjetischer bzw. russischer Politiker und Diplomat. Er war von 1988 bis 1993 Mitglied des Obersten Sowjets der RSFSR und anschließend Abgeordneter der Duma (1994).

## Leben
Ambarzumow schloss sein Studium am Moskauer staatlichen Institut für internationale Beziehungen 1951 ab und wurde 1954 mit einer Dissertation über den Winterkrieg promoviert («Советско-финская война 1939/40 г.г. и провал антисоветских планов империалистических держав»; Der Sowjetisch-finnische Krieg 1939/40 und das Scheitern der antisowjetischen Pläne der imperialistischen Staaten). Er war in den folgenden Jahren Redakteur der Zeitschriften Neue Zeit und Probleme des Friedens und des Sozialismus. 1988 wurde er Mitglied des Obersten Sowjets der RSFSR, dem er bis zur Auflösung 1993 angehörte und war im Jahr 1994 Abgeordneter der Duma.
2010 verstarb Ambarzumow in Moskau und wurde auf dem Wwedenskoje-Friedhof beerdigt.